# クルナ
クルナ（ベンガル語: খুলনা、英語: Khulna）はバングラデシュの都市。人口はダッカ、チッタゴンに次いで第3位である。

## 概要
ルプシャ川とバイロブ川の川岸に位置する。クルナ管区およびクルナ県の首府また県都にあたり、地域の商工業の中心地となっている。郊外に外港モングラ港をもつ。

## 地理

### 気候
高温多湿であり、年間平均湿度は約70%に上る。

## 交通
クルナは首都ダッカより南西方向に375キロメートル離れており、空路、道路、鉄道、水運により連絡する。北西にあるジェソールとの間にバスおよび船便がある。

## 観光
クルナはまたユネスコの世界遺産（自然遺産）シュンドルボン国立公園へアクセスする場所のひとつでもある。